# Tennis Elbow (série de jeux vidéo)
Tennis Elbow est une série de jeux vidéo de tennis développé par Mana Games.

## Liste des titres
- 1996 : Tennis Elbow (version shareware vendue directement par les auteurs, puis version boîte en 1997 vendue par un éditeur) [1]
- 1998 : Tennis Elbow 98
- 2004 : Tennis Elbow 2004
- 2005 : Tennis Elbow 2005
- 2006 : Tennis Elbow 2006
- 2007 : Tennis Elbow Manager
- 2008 : Tennis Elbow DS[2]
- 2008 : Tennis Elbow 2009
- 2010 : Tennis Elbow 2011 [3]
- 2013 : Tennis Elbow 2013[4]
- 2018 : Tennis Elbow Manager 2
- 2021 : Tennis Elbow 4 (encore en Accès Anticipé sur Steam en Août 2023)[5]